# Biesna
Biesna (prononciation : [ˈbjɛsna]) est une localité polonaise de la gmina de Łużna, située dans le powiat de Gorlice en voïvodie de Petite-Pologne.